# Henryk Zomerski
Henryk Zomerski (ur. 9 grudnia 1942 w Starogardzie Gdańskim, zm. 16 kwietnia 2011 w Opolu) – polski muzyk big-beatowy, grający na gitarze basowej i instrumentach klawiszowych oraz flecie.

## Życiorys
W 1962 roku był współzałożycielem formacji Niebiesko-Czarni, której członkiem był do 1963 r. Następnie był współzałożycielem zespołu Pięciolinie, który na pocz. 1965 r. został przemianowany na Czerwone Gitary. Występował wówczas pod pseudonimem Janusz Horski i pełnił funkcję kierownika muzycznego. Na przełomie 1965/66 r. opuścił zespół w wyniku problemów ze służbą wojskową - zastąpił go Seweryn Krajewski. Od1966 roku zaczął współpracę z grupą Czerwono-Czarni, w której występował do 1976 roku, W 1970 zagrał na gitarze basowej z grupą Wiatraki i uczestniczył w nagraniu ich jedynego longplaya pt. Wiatraki 1. Był również członkiem zespołu Waganci, podczas ich ostatniej trasy po ZSRR. W latach 80. ściśle współpracował z Januszem Popławskim, występując z nim na scenie, jak również będąc jednym z redaktorów Gitary i Basu. Gościnnie wziął udział w nagraniu dwóch albumów Hagoka Band.
W 1999 roku ponownie dołączył do składu Czerwonych Gitar. Jako pierwszy muzyk w Polsce zaprezentował gitarę basową na konkursie młodych talentów, był wtedy członkiem formacji Niebiesko-Czarni. Mieszkał w Opolu. Zmarł po długiej i ciężkiej chorobie.
Skomponował m.in. piosenki: Czy krasnoludki są na świecie, Hipopotam, Mężczyzna nigdy nie płacze, Trochę dobrze, trochę źle, Pieskie życie.
Z Czerwono-Czarnymi nagrał m.in. płytę z Mszą beatową.